# Книга (оповідання)
«Книга» — це незакінчене оповідання американського письменника Г. Ф. Лавкрафта, написане, як вважається, наприкінці 1933 року. Вперше воно було опубліковане в журналі Leaves у 1938 році, після смерті Лавкрафта.
У фрагменті оповідання оповідач отримує старовинну книгу від дивного продавця книг, і коли він приносить її додому і розглядає, відбуваються дивні та зловісні події.
У жовтні 1933 року Лавкрафт написав у листі:
Я перебуваю в стані певного застою в творчості — відчуваю огиду до багатьох своїх старих творів і не знаю, що можна вдосконалити. Останніми тижнями я провів величезну кількість експериментів із різними стилями та точками зору, але знищив більшість результатів.
Енциклопедія Г. П. Лавкрафта припускає, що «Книга» була одним із не знищених експериментів — спробою викласти цикл віршів Лавкрафта «Гриби з Югґота» засобами прози. (Завершений фрагмент відповідає першим трьом сонетам, які утворюють більш зв'язну розповідь, ніж решта циклу.).
«The Black Tome of Alsophocus», вперше опублікований у New Tales of the Cthulhu Mythos (1980), є спробою Мартіна С. Ворнза завершити «Книгу». Ворнз перетворює цей фрагмент на історію одержимості Ньярлатхотепом.
У 2019 році цей твір Ворнза було екранізовано у вигляді однойменного короткометражного фільму. Вищезазначений фільм було показаний у випуску H.P. Lovecraft Film Festival & CthulhuCon за 2020 рік і його було включено до колекції найкращих короткометражних фільмів фестивалю 2020 року у форматі bluray.